# Val-de-Bride
Val-de-Bride település Franciaországban, Moselle megyében. Lakosainak száma 518 fő (2022. január 1.). Val-de-Bride Blanche-Église, Dieuze, Guébestroff, Mulcey, Saint-Médard és Wuisse községekkel határos.

## Népesség
A település népessége az elmúlt években az alábbi módon változott:
| Lakosok száma | 407  | 714  | 730  | 640  | 604  | 595  | 588  | 583  | 562  | 518  |
|               | 1968 | 1982 | 1990 | 2006 | 2013 | 2015 | 2017 | 2019 | 2020 | 2022 |